# Флоренс Гамільтон Рендел Лайвсей
Фло́ренс Га́мільтон Ре́ндел Лайвсе́й (англ. Florence Randal Livesay, 3 листопада 1874, Комптон, Квебек — 28 червня 1953, Торонто, Онтаріо) — канадська англомовна письменниця, журналістка й перекладачка української літератури. Мати Дороті Лайвсей.

## Біографія
Народилася 3 листопада 1874 року в англомовному містечку Комптон у Квебеку як друга донька з шести дітей Стівена і Мері Луїзи Ендрю Рендел. Батько помер 1888 року.
У 1902 році, після закінчення Другої англо-бурської війни, вчителювала в Південній Африці, де викладала англійську мову. 1903 року переїхала до Вінніпегу, де займалася журналістською роботою, працюючи у «Віннепег Телеграм» («Winnipeg Telegram»). У 1908 році одружилася з працівником цієї газети Джоном Фредеріком Блаєм Лайвсеєм. У подружжя було двоє дітей — Дороті й Софі 1908 і 1912 року народження відповідно.
Флоренс вивчила українську мову від покоївки українського походження, яка допомагала їй доглядати за її доньками. Від неї ж захопилася українськими народними піснями.
Померла в лікарні, потрапивши в автобусну аварію.

## Творчість
1916 року в її перекладі англійською мовою видано збірку «Пісні України…» (англ. "Songs of Ukrainia"), де вміщено понад 100 народних пісень, поезії Тараса Шевченка, Юрія Федьковича, Степана Руданського, Сидора Воробкевича.
Іван Кулик у рецензії, виданій зі значним опізненням (1924), докладно розглянув збірку "Пісні України..." і зокрема зазначив:
"Зовсім не є нашою метою гудити працю молодої поетеси. Ми розуміємо, яких труднощів довелося їй зазнати в процесі перекладу, бо, здається, нема двох мов, так мало подібних одна на одну, навіть так чужих одна одній, як українська й англійська. Вже самий почин Ф. Р. Лайвсей заслуговує на визнання тим більше".
Лайвсей - авторка повістей «Пастухова торбина» (1923), «Присмак солі» (англ. "Savour of Salt ", 1927). Перекладала твори Івана Франка. В 1940 році в США в її перекладі видано повість    Григорія Квітки-Основ'яненка «Маруся». Лайвсей належать також доповіді й статті про українську культуру, зокрема «Пісні й танці українців» (1927). Переклала також англійською гімн «Ще не вмерла Україна».